# Corto Maltese

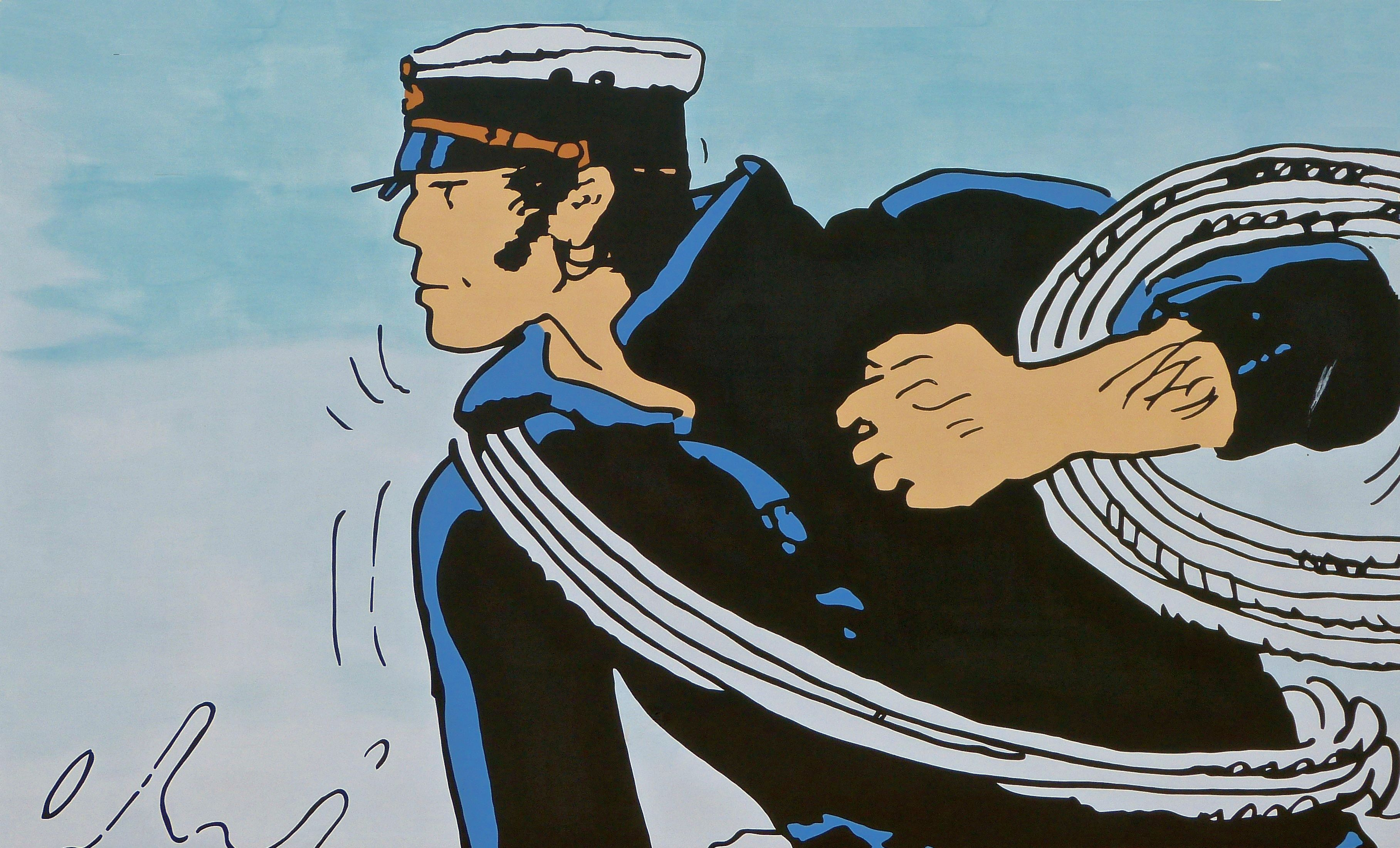
Corto Maltese

Corto Maltese – seria komiksowa stworzona przez włoskiego scenarzystę i rysownika Hugona Pratta w 1967. Pratt jest autorem 12 tomów Corto Maltese, z których ostatni ukazał się w 1988, siedem lat przed śmiercią autora. Obecnie wydawcą wersji oryginalnej jest francuska oficyna Casterman, która w 2015 reaktywowała serię, jej tworzenie powierzając Hiszpanom: Juanowi Díazowi Canallesowi i Rubenowi Pellejero. Ponadto od 2021 ukazują się tomy spoza głównej serii, zawierające reinterpretację postaci i uwspółcześnioną wersję przygód tytułowego bohatera, których autorami są scenarzysta Martin Quenehen i rysownik Bastien Vivès.  

## Polskie wydanie
Po polsku w latach 2004–2011 nakładem wydawnictwa Post ukazało się pięć tomów Corto Maltese w wersji czarno-białej, a od 2017 Egmont Polska publikuje serię od pierwszego tomu w wersji kolorowej. 

## Fabuła
Akcja serii rozgrywa się w latach 1904–1925. Główny bohater to Corto Maltese, marynarz-awanturnik, który podróżuje po świecie i na swojej drodze spotyka wiele historycznych postaci, m.in. Rasputina, Jacka Londona, Ernesta Hemingwaya. 

## Tomy[4]
| Tom                                                      | Tytuł i rok wydania polskiego    | Tytuł i rok wydania oryginalnego       | Czas fabuły          |
| scenariusz i rysunki: Hugo Pratt                         | scenariusz i rysunki: Hugo Pratt | scenariusz i rysunki: Hugo Pratt       |                      |
| -------------------------------------------------------- | -------------------------------- | -------------------------------------- | -------------------- |
| 1                                                        | Ballada o Słonym Morzu (2004)    | Una ballata del Mare Salato (1967)     | 1913–1915            |
| 2                                                        | Pod znakiem Koziorożca (2017)    | Sotto il segno del capricorno (1970)   | 1916–1917            |
| 3                                                        | Zawsze trochę dalej (2017)       | Corto toujours un peu plus loin (1970) | 1917                 |
| 4                                                        | Przygody celtyckie (2017)        | Le Celtiche (1971)                     | 1917–1918            |
| 5                                                        | Etiopiki (2007)                  | Le Etiopiche (1972)                    | 1918                 |
| 6                                                        | Corto Maltese na Syberii (2004)  | Corte sconta detta arcana (1974)       | 1918–1920            |
| 7                                                        | Bajka wenecka (2008)             | Favola di Venezia (1977)               | 1921                 |
| 8                                                        | Złoty dom w Samarkandzie (2011)  | La casa dorata di Samarcanda (1980)    | 1921–1922            |
| 9                                                        | Młodość (2019)                   | La Giovinezza (1981)                   | 1904–1905            |
| 10                                                       | Tango (2019)                     | Tango (1985)                           | 1923                 |
| 11                                                       | Przygody szwajcarskie (2019)     | Elvetiche – Rosa alchemica (1987)      | 1924                 |
| 12                                                       | Mū – zaginione miasto (2020)     | Mū, la città perduta (1988)            | 1925                 |
| scenariusz: Juan Díaz Canalles, rysunki: Ruben Pellejero |                                  |                                        |                      |
| 13                                                       | Pod słońcem północy (2020)       | Sous le soleil de minuit (2015)        | 1915                 |
| 14                                                       | Ekwatoria (2021)                 | Equatoria (2017)                       | 1911                 |
| 15                                                       | Tarowean (2021)                  | Le Jour de Tarowean (2019)             | 1912                 |
| 16                                                       | Nocny Berlin (2024)              | Nocturnes berlinois (2022)             | 1924                 |
| 17                                                       |                                  | La Ligne de vie (2024)                 | koniec lat 20. XX w. |
| scenariusz: Martin Quenehen, rysunki: Bastien Vivès      |                                  |                                        |                      |
| -                                                        |                                  | Océan noir (2021)                      | 2021                 |
| -                                                        |                                  | La Reine de Babylone (2023)            |                      |

## Nagrody
Pierwszy tom serii, Ballada o Słonym Morzu, otrzymał Nagrodę za najlepszy komiks na Międzynarodowym Festiwalu Komiksu w Angoulême w 1976.